# Muro di sostegno

Tipico muro di sostegno (controripa)

Per muro di sostegno si intende un manufatto murario con la funzione principale di sostenere, o contenere, fronti di terreno di qualsiasi natura e tipologia, eventualmente artificiali o acqua come piscine e dighe.

## Classificazione
I muri di sostegno possono essere distinti in base al posizionamento o al principio statico con cui resistono:
- Muri di sottoripa o sottoscarpa, che sostengono un manufatto;
- Muri di controripa, che sostengono terre sovrastanti il manufatto.

i muri possono essere anche incastrati o a doppia armatura.

### Materiali
I materiali con i quali si possono costruire i muri di sostegno sono: muratura di mattoni, muratura di calcestruzzo non armato, cemento armato, gabbioni.

### Principio statico

Schema muro a gravità

- Muri a gravità, ovvero elementi murari di adeguate dimensioni che fondano la loro stabilità sulla particolare robustezza della struttura e sul peso;
- Muri a contrafforti, in cui i contrafforti lavorano in un piano verticale, prendendo su di sé la spinta delle terre, e il pannello murario lavora per inflessione in piani orizzontali, con la funzione principale di contenimento del terreno;
- Muri a mensola, ovvero elementi murari snelli, con fondazioni particolarmente ampie (in modo da realizzare l'incastro al piede) in cui la parete svolge entrambe le funzioni, di sostegno e di contenimento.

Per la loro natura, è possibile che i muri a gravità, siano realizzati con calcestruzzo non armato e talvolta possano inglobare elementi litici di grosse dimensioni, in modo tale da risparmiare economicamente. Gli altri due tipi di muro devono invece possedere, almeno per il pannello murario, soggetto a sforzi di flessione, una sufficiente quantità di armatura.

## Tipiche verifiche di calcolo
- Verifica a traslazione (o slittamento o scorrimento): si verifica che la componente orizzontale della spinta del terreno non sia superiore alla forza resistente data dall'attrito tra fondazione e terreno, dipendente principalmente dal peso del muro.
- Verifica allo stato limite di equilibrio (o ribaltamento): si verifica che il momento delle forze che tendono a ribaltare il manufatto sia inferiore al momento delle forze che stabilizzano il medesimo;
- Verifica al carico limite in fondazione (o schiacciamento o verifica a capacità portante ): determinato il carico totale esercitato dal muro sul terreno ed il corrispondente diagramma delle tensioni si verifica che il carico trasmesso al terreno sia inferiore alla sua capacità portante ovvero che la massima tensione indotta non superi la tensione ammissibile nel terreno;
- Verifica di stabilità globale: si verifica che il versante contenente il manufatto sia stabile. Per calcolare la spinta esercitata dal terrapieno sul muro di sostegno utilizzando il metodo di Coulomb (il più generico e il più applicabile nella maggior parte dei casi) la formula di Coulomb semplificata è la seguente:

{\displaystyle S={1 \over 2}\cdot h^{2}\cdot \gamma _{t}\cdot tg^{2}(45-{\varphi  \over 2})}
in cui {\textstyle \gamma _{t}} è il peso specifico del terreno, {\displaystyle {\mathit {h}}} è la quota del terreno soprastante rispetto al piano di campagna e {\displaystyle \varphi } angolo di attrito interno, caratteristico del tipo di terreno. La formula semplificata è applicabile quando sono soddisfatte le seguenti limitazioni:
1. superficie superiore del terrapieno orizzontale;
2. fronte del terrapieno verticale;
3. non si considera l'attrito terra-muro.

Tutte le verifiche vanno condotte introducendo coefficienti di sicurezza sulle azioni e/o sulle resistenze. In Italia esse sono regolate dalle Norme tecniche per le costruzioni (D.M. 14/1/2008) e circolare Ministeriale n°617 del 2/2/2009 entrate in vigore il 1º luglio 2009. In ambito europeo sono trattate nell'Eurocodice 7.